# Chey Chettha IV
Chey Chettha IV (1656-1725), prince Ang Sor roi du Cambodge de 1675 à 1695, de 1696 à 1700, de 1701 à 1702 et enfin de 1705 à 1706.

## Biographie
Le roi Chey Chettha IV est le second fils du roi Barom Reachea VIII. Il monte sur le trône à l’âge de 19 ans et demeure actif dans la politique Cambodgienne pendant près d’une cinquantaine d’années.
Malgré l’œuvre juridique et les réformes administratives qu’il a réalisés au cours de son premier règne, le roi Chey Chettha IV a finalement  affaibli le pouvoir royal et déconsidéré la royauté. Ses multiples abdications politiques auront  des conséquences très néfastes  pour l’avenir car les princes qu’il avait couronnés puis écartés devenaient ses propres rivaux ou leurs descendants ceux de ses héritiers. Ces rivalités vont pendant toute la première moitié du XVIIIe siècle ouvrir une période de discordes au sein de la famille royale qui serviront de prétexte aux interventions du Siam et du Vietnam en faveur des nombreux prétendants

## Les quatre règnes
- 1675-1695

Chey Chettah IV succède à son frère Kaev Hua II. Chey Chettah IV prend la résolution de faire appel au roi Narai souverain du Royaume d'Ayutthaya qui lui envoie des troupes par voie de terre et voie d'eau. Les deux armées battirent Ang Nan et ses alliés qui se retirent du Cambodge en 1679.
À partir de 1682 il doit de nouveau faire face aux prétentions de son cousin germain Ang Nan. Chey Chettha IV se fait couronner en 1688 tandis que Ang Nan qui était toujours soutenu par les Vietnamiens se retire finalement à Srey Santhor où il demeure gouverneur jusqu’à sa mort 1690. En 1695 après avoir reformé profondément le Cambodge sur le plan administratif et judiciaire Chey Chettah IV abdique en faveur de son neveu Outey Ier, le fils de son prédécesseur. 
- 1696-1700

Après la mort d’Outey Ier  au bout de dix mois de règne Chey Chettha IV  reprend le trône et se fait couronner roi une seconde fois.
En 1699  un mandarin se révolte et fait appel aux vietnamiens qui lui donnent un renfort de 20 000 hommes qui remontent le Mékong jusqu’à  Kampog Chhnang avant que leur chef soit tué. Les envahisseurs refluent mais s’installent dans les provinces de Prey Nokôr (Saigon) et  (Biên Hòa)  qui sont définitivement perdues pour le Cambodge
Chey Chettha découragé abdique en faveur de son gendre Ang Em qui était également le fils de l’ancien prétendant Ang Nan. 
- 1701-1702

Chey Chettha IV dépose son gendre et reprend le pouvoir il se démet l’année suivante en faveur de son fils de 12 ans Thommo Reachea III  mais il continue d’exercer la réalité du pouvoir
- 1705- 1706

Chey Chettha reprend le titre de roi et le garde jusqu’en 1706 lorsqu'il abdique une seconde fois en faveur de son fils Thommo Reachea III

## Le roi retiré
Jusqu’à sa mort en 1725, Chey Chettah IV interviendra en coulisses dans les intrigues de palais qui opposent les lignées des deux rois en faveur desquels il avait abdiqué : Ang Em et Thommo Reachea III.

## Postérité
Chey Chettha IV avait épousé successivement une de ses tantes puis une de ses nièces dont il eut un fils et trois filles :
1. en 1675 la reine Ang Lei, fille du régent Outey. 
  - Thommo Reachea III  roi du Cambodge
  - princesse Maha Kshatriyi épouse du roi Ang Em
  - princesse Sri Sujathi Kshatriyi épouse du roi Satha II
2. en 1688 la princesse  Ang  Ey
  - princesse Ek Kshatriyi épouse son demi-frère le roi Thommo Reachea III

## Sources
- Phoeun Mak. « L'introduction de la Chronique royale du Cambodge du lettré Nong ». Dans : Bulletin de l'École française d'Extrême-Orient. Tome 67, 1980. p. 135-145
- Phoeun Mak, Po Dharma. « La deuxième intervention militaire vietnamienne au Cambodge (1673-1679)» dans: Bulletin de l'École française d'Extrême-Orient. Tome 77, 1988. p. 229-262.
- Phoen Mak, Po Dharma. « La troisième intervention vietnamienne au Cambodge (1679-1688) » Dans: Bulletin de l'École française d'Extrême-Orient. Tome 92, 2005. p. 339-381.
- Achille Dauphin-Meunier Histoire du Cambodge P.U.F Que sais-je ? n°916 Paris 1968.
- Anthony Stokvis, Manuel d'histoire, de généalogie et de chronologie de tous les États du globe, depuis les temps les plus reculés jusqu'à nos jours, préf. H. F. Wijnman, éditions Brill Leyde 1888, réédition 1966, Volume I Part1: Asie, chapitre XIV §.9 « Kambodge » Listes et  tableau généalogique no 34 p. 337-338.
- (en) & (de) Peter Truhart, Regents of Nations, K.G Saur Munich, 1984-1988  (ISBN 359810491X), Art. « Kampuchea », p. 1732.